# 法明頓 (北卡羅萊納州)
法明頓（英語：Farmington）是位於美國北卡羅萊納州戴維縣的普查規定居民點。

## 人口
根據2020年美國人口普查的數據，法明頓的面積為4.29平方千米，當中陸地面積為4.21平方千米，而水域面積為0.08平方千米。當地共有人口291人，而人口密度為每平方千米67.83人。